# 格里蒙维莱
格里蒙维莱（法語：Grimonviller，法語發音：[ɡʁimɔ̃vile]）是法国默尔特-摩泽尔省的一个市镇，位于该省南部，属于图勒区。

## 地理
格里蒙维莱（48°23'7"N, 6°0'25"E）面积4.78 平方千米，位于法国大東部大區默尔特-摩泽尔省，该省份为法国东北部内陆省份，是洛林的一部分，北邻比利时、卢森堡，北起顺时针与摩泽尔省、下莱茵省、孚日省和默兹省接壤。
与格里蒙维莱接壤的市镇（或旧市镇、城区）包括：阿邦库尔、伯沃赞、库尔塞勒、费科库尔、皮尔内。

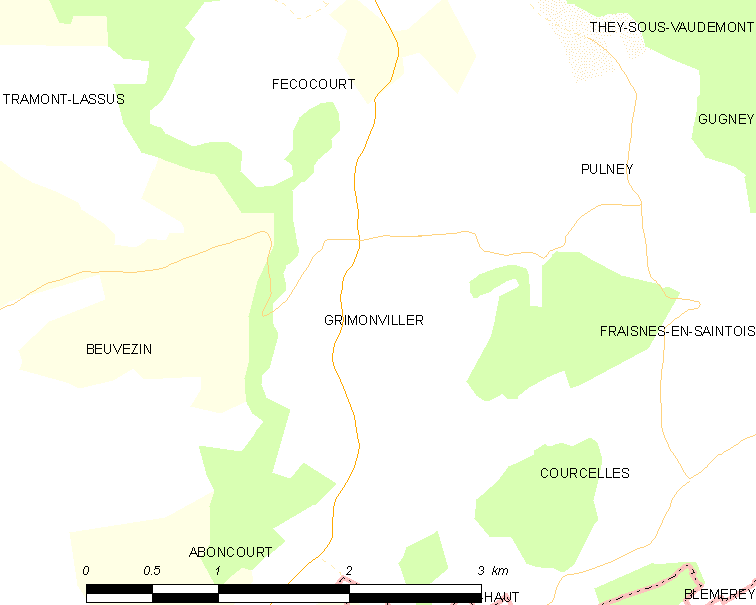
格里蒙维莱的OSM定位图

格里蒙维莱的时区为UTC+01:00、UTC+02:00（夏令时）。

## 行政
格里蒙维莱的邮政编码为54115，INSEE市镇编码为54237。

## 政治
格里蒙维莱所属的省级选区为梅讷欧桑图瓦县。

## 人口

1962-2008年间格里蒙维莱人口变化图示

格里蒙维莱于2022年1月1日时的人口数量为113人。